# World of Warcraft: Warlords of Draenor
World of Warcraft: Warlords of Draenor er den femte udvidelsespakke fra Blizzard Entertainment til spillet World of Warcraft. Spillet blev annonceret den 8. november 2013, ved BlizzCon 2013 og udkommer den 13. november 2014.
I den nye udvidelsespakke vil man kunne nå level 100, og samtidig vil man få adgang til en "ny" verden, Draenor. Blandt andre tilføjelser kan nævnes nye modeller med flere polygoner og såkaldt ingame housing i form af "garrisons". I modsætning til alle andre udvidelsespakker, bliver der hverken tilføjet en ny klasse eller race i Warlords of Draenor.